# Kelner

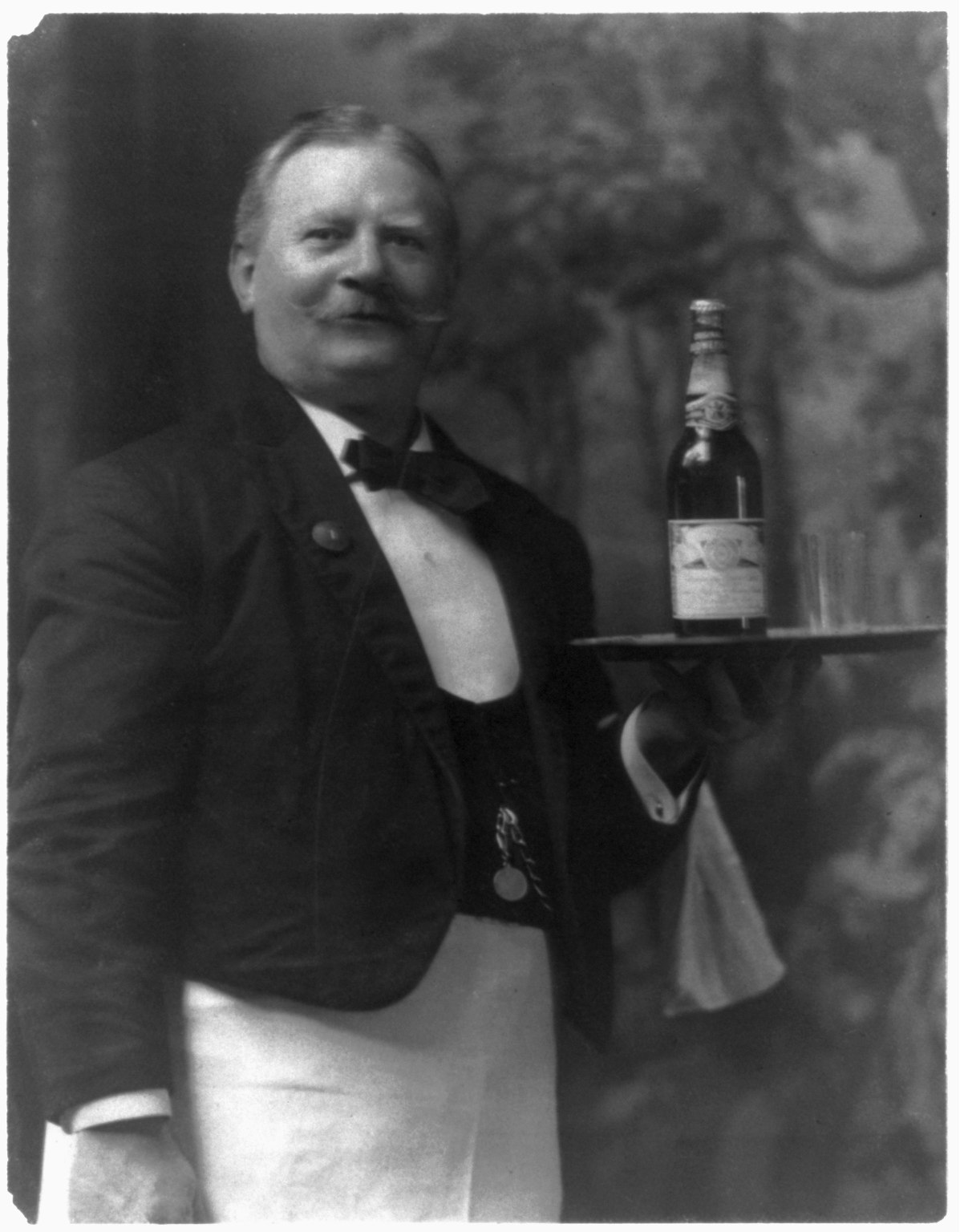
Kelner, początek XX w.

Kelner – osoba zajmująca się zawodowo bezpośrednią obsługą klienta w lokalu gastronomicznym (np. restauracji, pubie, kawiarni).

## Charakterystyka
Kelner pełni rolę pośrednika pomiędzy obsługiwanym klientem a innymi pracownikami lokalu odpowiedzialnymi za przygotowanie posiłków i napojów (np. kucharzami, barmanami). Przyjmuje zamówienia, przekazując je następnie do kuchni lub baru, skąd następnie odbiera je i serwuje klientowi. Może również doradzać w doborze posiłków i napojów uwzględniając możliwości i specyfikę lokalu w którym jest zatrudniony (opierając się na menu). Jednocześnie dba o odpowiedni wygląd, temperaturę i ułożenie serwowanych dań, odpowiadając za to bezpośrednio przed klientem. Do obowiązków kelnera należy również nakrywanie do stołu, uprzątanie zbędnej zastawy i w razie konieczności podawanie nowych nakryć (dbając o ich czystość). Przy wykonywaniu obowiązków ważne jest, by w miarę możliwości kelner pozostawał na widoku obsługiwanych przez niego gości, umożliwiając tym samym składanie kolejnych zamówień. Finalnie po zakończeniu obsługi rozlicza również należności za spożyte potrawy. Zwyczajowo jako wyraz zadowolenia klienta z obsługi, kelner nagradzany jest napiwkiem.
Zakres obowiązków kelnera różni się w zależności od specyfiki lokalu w jakim jest on zatrudniony. W dużych restauracjach, jest on częścią większego zespołu pracowników odpowiadając za bezpośrednią obsługę klienta, jednocześnie podlegając kierownikowi sali lub zakładu. Zdarza się jednak, że w małych lokalach gastronomicznych, wykonuje on również dodatkowe drobne obowiązki jak np. przygotowywanie napojów i drobnych przekąsek.